# Tamyras
 (février 2019).
Tamyras Éditions est une ancienne maison d'édition franco-libanaise fondée en 2003 à Beyrouth et en 2009 à Nice, dissoute en 2016.

## Historique
La maison d’édition a été fondée par Tania Hadjithomas et Nada Anid. À la fin de l'année 2007, Tamyras est reprise le groupe franco-libanais, Amphipole group, devenu depuis Keeward, qui propose alors de renforcer le positionnement de Tamyras comme une maison d'édition alternative en apportant une nouvelle direction artistique et les moyens financiers pour développer son catalogue. Tamyras a vécu une période difficile au moment de la guerre de 2006 et de la crise politique, sociale et économique, qui perturba le Liban jusqu'en 2008. Malgré la nouvelle crise qui touche le Liban depuis 2010, en raison des événements en Syrie, l'équipe de Tamyra œuvre au développement de l'entreprise et poursuit son activité, en publiant notamment dix nouveaux titres en 2014.

## Type de publications
Les ouvrages édités par Tamyras ont pour lien commun le monde de la Méditerranée, son espace, ses cultures, valeurs et idées. Ce sont des romans, des nouvelles, des essais, des mémoires, des beaux-livres photographiques ou illustrés, des livres à destination de la jeunesse, des livres de cuisine, des guides, des  agendas thématiques. Depuis 2013, Tamyras propose aux lecteurs une version numérique de ses livres.
Tamyras privilégie le français pour ses publications, mais elle édite aussi des livres bilingues français-anglais, et français-arabe.

## Projets culturels

### Positive Lebanon
Les éditions Tamyras sont à l'initiative du projet Positive Lebanon, projet visant à mettre en avant les actions positives de la société civile libanaise. Le projet lancé par les éditions Tamyras en partenariat avec Banque de Syrie et du Liban est relayé par la chaîne MTV Lebanon avec des reportages et des clips publicitaires.

### Beyrouthin
Le 31 octobre 2014, à l'occasion du Salon du Livre Francophone de Beyrouth, à la suite d'une table ronde réunissant, entre autres, l’ambassadeur de France au Liban Patrice Paoli, les écrivains Marc Lambron, Didier Decoin, et Alexandre Najjar, ayant pour thématique "Beyrouthin, une faute de français ?", que les éditions Tamyras, en la personne de sa directrice Tania Hadjithomas, ont lancé une pétition internationale ayant pour but de demander l'inscription dans le dictionnaire de l'Académie française du gentilé beyrouthin.

## Salons littéraires
Tamyras est présente chaque année au Salon du Livre de Paris, à la Foire du livre de Bruxelles, au Salon du Livre Francophone de Beyrouth, et au Salon du Livre Étonnants voyageurs de Saint-Malo.

## Écrivains et artistes édités par Tamyras
- Nadim Abboud[9]
- Ismaël Abdallah
- Etel Adnan
- Nada Anid[10]
- Chkaiban Nayla Aoun[11]
- Samir Azar[12]
- Patrick Baz[13]
- Aramouni Carla Bejjani[14]
- Aurélie Carton[15]
- Shehadi Claude Chahine[16]
- Claude El Khal[17]
- Jean-Luc Fournier[18]
- Joëlle Giappesi[19]
- Paul Gorra[20]
- Zahi Haddad[21]
- Tania Hadjithomas
- Cyril Hadji-Thomas[22]
- David Hury[23]
- Belinda Ibrahim[24]
- Amine Issa
- Mia Jamhouri
- Mazen Jannoun[25]
- Houda Kassatly
- Gisèle Kayata Eid[26]
- Mazen Kerbaj[27]
- Hervouet Rima Khatib[28]
- Marielle Khayat[29]
- Martin Maeder
- Robert Malek[30]
- Abdelnour Dounia Mansour[31]
- Nevine Mattar
- Diane Mehanna[32]
- Maria Rosario Lazzati[33]
- Muriel Rozelier
- Fouad Sabbagh[34]
- Nada Saleh Anid[35]
- Nabil Saleh[36]
- Paola Salwan Daher[37]
- Adeline Senn
- Daron Sheehan[38]
- Émilie Thomas Mansour[39]
- Katya Traboulsi[40]
- Danielle Trad[41]
- Tania Yazigi Najem[42]
- Laïla Zahed[43]